# Иоффе, Ирина Львовна
Ири́на Льво́вна Ио́ффе (псевдоним — Львова И.; 16 марта 1915 года, Екатеринослав, — 18 октября 1989 год, Москва) — советская японистка, критик, литературовед, переводчица

.

## Биография
Родилась в Екатеринославе в семье инженера; племянница советского физика Абрама Федоровича Иоффе. С конца 1920-х годов жила в Ленинграде, где окончила школу. Училась в Ленинградском институте философии, лингвистики и истории (ЛИФЛИ), после его расформирования — на филологическом факультете Ленинградского Государственного Университета. Ученица Николая Иосифовича Конрада.
Будучи студенткой 5-го курса, 11 марта 1938 в период антисемитской кампании арестована управлением народного комиссариата внутренних дел по Ленинградской области (УНКВД ЛО); обвинена по статье 58-1а уголовного кодекса РСФСР (по версии следствия, была агентом иностранной разведки, занималась шпионажем). По рассказам, реальной причиной ареста были её слова в студенческой аудитории о том, что Николай Александрович Невский не мог быть шпионом. По другой версии, причиной явился донос однокурсника (арабиста Ревнова) о том, что студентки И. Иоффе и Е. Пинус ходят для дополнительных занятий в общежитие к преподавателю-японцу. Постановлением особого совещания (ОСО) при НКВД СССР от 8 мая 1938 года приговорена к 10 годам исправительно-трудового лагеря. В результате ходатайств (прежде всего со стороны её дяди, физика А. Ф. Иоффе) 18 июня 1941 года решение ОСО было отменено. Освобождена из Севвостлага (Дальневосточный край, бухта Нагаево, совхоз Эльген) только 23 января 1942 года.
В 1944 году окончила Московский институт востоковедения, в 1949 году получила степень кандидата филологических наук. В 1946—1956 годах преподавала и заведовала кафедрой литературоведения в Военном институте иностранных языков. С 1950 года — консультант иностранной комиссии собрания постановлений (СП) правительства СССР. С 1958 года — член Союза Писателей СССР. С 1960 года — преподаватель Института восточных языков при МГУ. В 1988 году награждена Орденом Восходящего солнца с золотыми лучами, правительственной наградой Японии за заслуги в области изучения и пропаганды японской литературы в СССР; первая из советских переводчиков, отмеченная почётной наградой Японии.
Ученики — японисты Александр Долин, Ирина Мотобрывцева, Татьяна Соколова-Делюсина и другие.
Муж: японист Наум Павлович Капул (02.12.1912 — 04.05.1988), научный сотрудник Института стран Азии АН СССР.
В 1960-е — 1980-е годы вместе с Н. М. Капулом жила в ЖСК «Советский писатель» (д. № 25 по Красноармейской улице).

## Переводы
- Токунага Сунао. Тихие горы: Роман. М., 1952.
- Японская реакционная литература на службе американского империализма // ИАН СССР. Сер. лит-ры и языка. 1952. Т. 11, вып. 3. С. 252—263.
- Прогрессивная японская литература в борьбе за мир // Там же. 1953. Т. 12, вып. 5. С. 439—456.
- Такакура Тэру. Воды Хаконэ: Роман. М., 1954.
- Поэтическое богатство японского народа // ИЛ. 1955. № 2. С. 211—214.
- Журавлиные перья: Пьеса в одном действии // Театр. 1955. № 12. С. 3-16 (совм. с В. Марковой).
- Кобаяси Такидзи. Жизнь для партии: Повесть. М., 1957.
- Токутоми Рока Куросиво: Роман. М., 1957.
- Киносита Дзюндзи. Успение лягушки: Пьеса. М., 1958.
- Хаяси Фумико. Поздние хризантемы // Восточный альманах. Вып. 2. М., 1958. С. 371—387.
- Мондзааэмон Тикамацу. Драмы. М., 1963 (сост., вст. ст.; совм. с В. Марковой).
- Гомикава Дзюмпэй. Условия человеческого существования: Роман. М., 1964.
- Исикава Тацудзо. Тростник под ветром: Роман. М., 1970.
- Кин Д. Японцы открывают Европу: Очерки. М., 1972.
- Охара Томиэ. Её звали О-Эн: Повесть. М., 1973.
- Ихара Сайкаку Рассказы из всех провинций. М., 1974.
- Нидзё. Неоконченная повесть. М., 1982.
- Повесть о доме Тайра: Эпос XIII в. М., 1982.